# お茶子
お茶子（おちゃこ）は、寄席で座布団や見台などの道具を運んだり、噺家の名ビラをめくったりして、舞台を整える人のこと。上方落語だけの文化であり、神戸新開地・喜楽館や天満天神繁昌亭にこれを務める者がいる。

## 概要
道頓堀角座などがにぎわった1960年代頃のお茶子は、演者の世話、戸締まりまで、舞台関連の仕事全般を任せられていた。また、このようなかつてのお茶子は、若手落語家の親代わり、マネージャーのような役割を果たしていたようである。しかし、昭和末から平成にかけ上方落語の人気が低迷し劇場が相次いで閉鎖されるにつれ、昔ながらのお茶子は姿を消した。
2019年12月現在、お茶子は、座布団返しや舞台に置く見台の出し入れなどを主な仕事とする。例えば繁昌亭のお茶子は、アルバイト契約で月に数回勤務するが、仕事で着る着物や交通費は自腹であり、落語好きで寄席に興味のある女性が半ばボランティアとして働く。
なお、2014年8月時点で彦八まつりにおいて、お茶子クイーンコンテストが実施されている。

## 語源
お茶子は江戸期から存在していたようであり、道頓堀にあった歌舞伎舞台で働く女性を語源とし、「お茶屋の子」が縮まってお茶子になったとされている。